# Tichá
Tichá település Csehországban, Nový Jičín-i járásban. Tichá Lichnov, Frenštát pod Radhoštěm, Kopřivnice, Kunčice pod Ondřejníkem és Kozlovice településekkel határos. Lakosainak száma 1980 fő (2024. január 1.).

## Népesség
A település lakosságának változását az alábbi diagram mutatja:
| Lakosok száma | 1562 | 1463 | 1487 | 1695 | 1511 | 1690 | 1771 | 1804 | 1813 | 1980 |
|               | 1869 | 1900 | 1921 | 1961 | 1980 | 2011 | 2016 | 2019 | 2021 | 2024 |